# Glen Cavender
Glen Cavender (19 de setembro de 1883 – 9 de fevereiro de 1962) foi um ator de cinema norte-americano. Nascido em Tucson, Arizona, ele atuou em 259 filmes entre 1914 a 1949. Faleceu em Hollywood, Califórnia.